# Коксование
Коксова́ние — переработка жидкого/твёрдого топлива в кокс, путем его нагревания без доступа воздуха 
("обжиг взаперти", "прокаливание в заглушье") с целью концентрации нелетучего углерода в получаемом продукте. При коксовании топливо, разлагаясь, образует твёрдый продукт — нефтяной или каменноугольный кокс и летучие продукты. Это высококачественное бездымное топливо, а также восстановитель железной руды и разрыхлитель шихтовых материалов. Большую часть кокса получают из каменного угля.

## История
Производство каменноугольного кокса началось в XVIII веке, когда понадобилось заменить дефицитный древесный уголь, использующийся для доменных печей. Первая промышленная плавка на коксе выполнена в Великобритании в 1735 году. К 1983 году мировое производство кокса составило около 360 млн тонн.

## Коксование углей

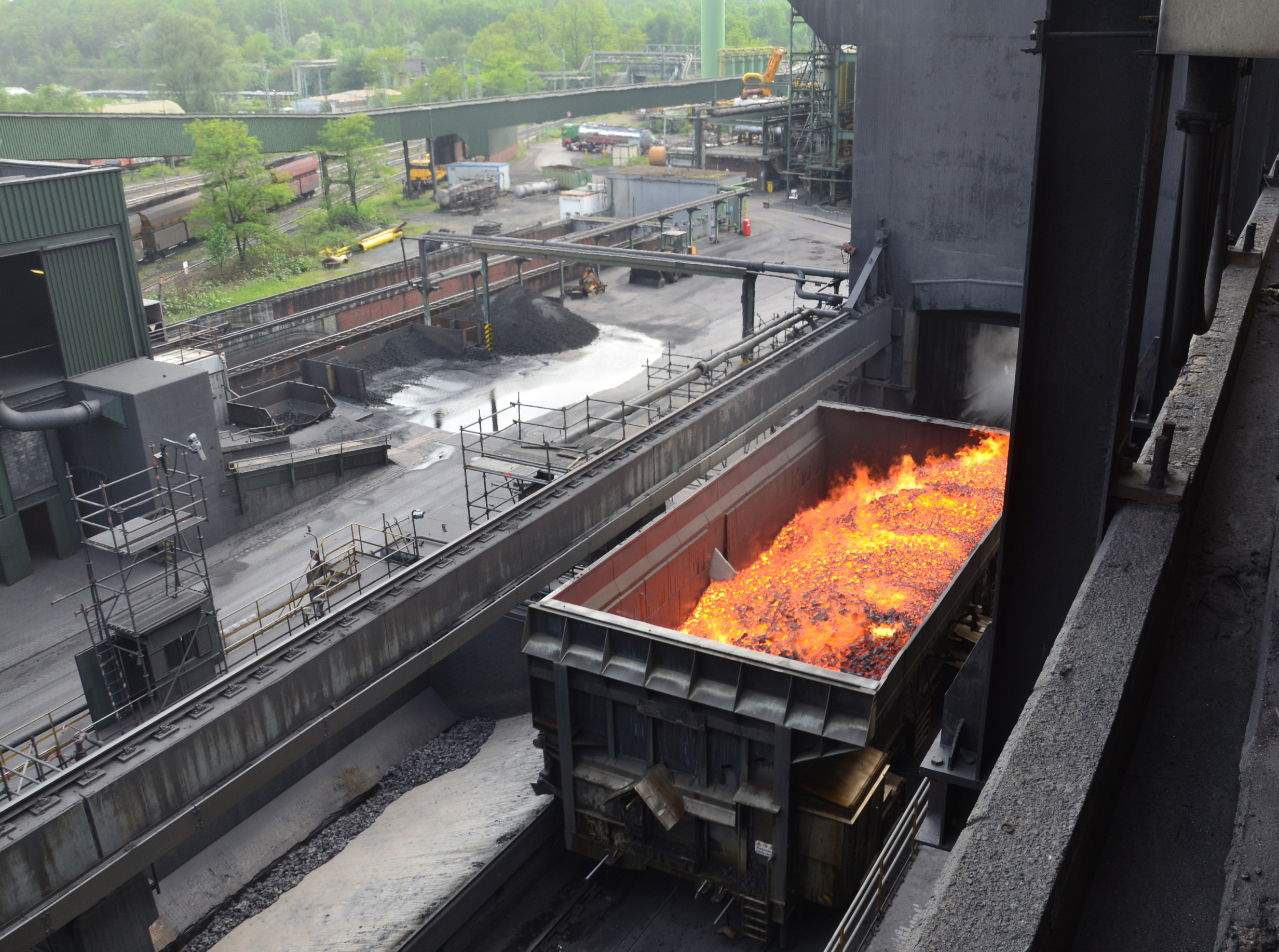
Коксотушильный вагон перед башней мокрого тушения

Широко распространённый технологический процесс, состоящий из следующих стадий: подготовка к коксованию, собственно коксование, улавливание и переработка летучих продуктов.
Подготовка включает обогащение (для удаления минеральных примесей) низкосернистых, малозольных, коксующихся углей, измельчение до зёрен размером около 0,3 мм, смешение нескольких сортов угля, сушка полученной шихты.

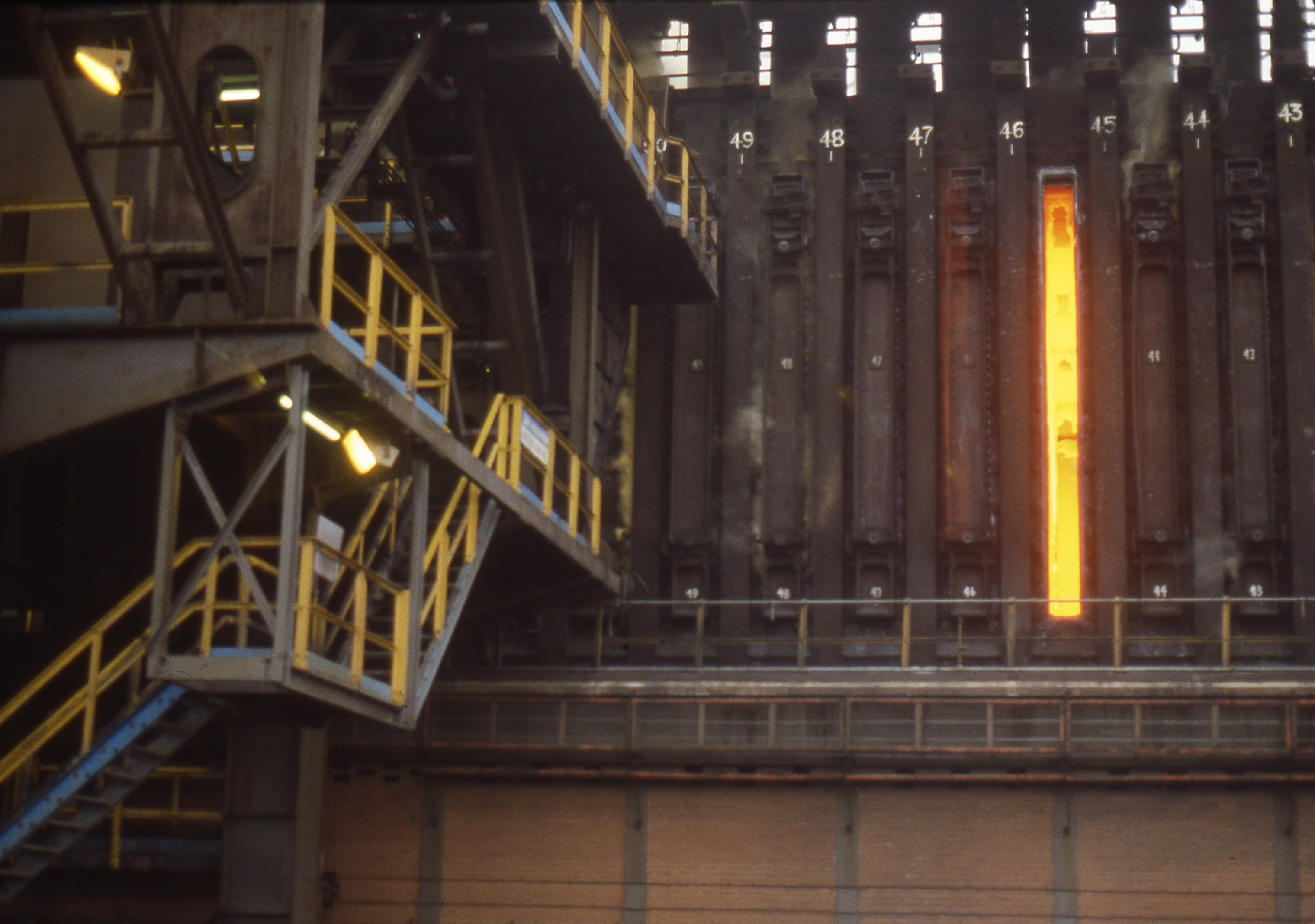
Коксовая печь — технологический агрегат, в котором осуществляется коксование каменного угля (на заводе бездымного топлива, Южный Уэльс)

Для коксования шихту загружают в щелевидную коксовую печь (ширина 400—450 мм, объём 30—40 м3). Каналы боковых простенков печей, выложенных огнеупорным кирпичом, обогреваются продуктами сгорания газов: коксового (чаще всего), доменного, генераторного, их смесей и др.
Продолжительность нагрева составляет 14—16 часов. Температура процесса — 900—1050 °C. Полученный кокс (75—78 % от массы исходного угля) в виде так называемого «коксового пирога» (спёкшейся пластической массы) — выталкивается специальными машинами («коксовыталкивателями») в железнодорожные вагоны, в которых охлаждается («тушится») водой или газом (азотом).
При 250 градусах Цельсия из угля испаряется вода, улетучиваются угарный газ и углекислый газ, при 350 градусах улетучиваются углеводороды, соединения азота и фосфора, при 500 градусах происходит спекание — образуется полукокс, при 700 градусах и больше улетучивается водород и образуется кокс.
Парогазовая смесь выделяющихся летучих продуктов (до 25 % от массы угля) отводится через газосборник для улавливания и переработки. Для разделения летучие продукты охлаждают впрыскиванием распыленной воды (от 70 °C до 80 °C) — при этом из паровой фазы выделяется большая часть смол, дальнейшее охлаждение парогазовой смеси проводят в кожухотрубчатых холодильниках (до 25—35 °C). Конденсаты объединяют и отстаиванием выделяют надсмольную воду и каменноугольную смолу. Затем сырой коксовый газ последовательно очищают от аммиака (NH3) и сероводорода (H2S), промывают поглотительным маслом (для улавливания сырого бензола и фенола), серной кислотой (для улавливания пиридиновых оснований). Очищенный коксовый газ (14—15 % от массы угля) используют в качестве топлива для обогрева батареи коксовых печей и для других целей.
Из надсмольной воды (9—12 % от массы угля) отгонкой с паром выделяют: NH3 (в виде концентрированной аммиачной воды), фенолы, пиридиновые основания. Очищенную воду после разбавления технической водой направляют на тушение кокса или на биологическую очистку сточных вод на очистные сооружения.
Каменноугольная смола (3—4 % от массы угля) является сложной смесью органических веществ (в настоящее время идентифицировано только ~60 % компонентов смолы — более 500 веществ). Смолу методом ректификации подвергают разделению на фракции: нафталиновую, поглотительную, антраценовую и каменноугольный пёк. Из них, в свою очередь, кристаллизацией, фильтрованием, прессованием и химической очисткой выделяют: нафталин, антрацен, фенантрен, фенолы и каменноугольные масла.
Коксохимические заводы являются одним из крупнейших потребителей каменного угля — до ¼ мировой добычи.

## Полукоксованиетвёрдого топлива
Метод переработки твёрдых горючих топлив нагреванием до 500—600 °C без доступа воздуха. Наиболее распространено полукоксование горючих сланцев и бурых углей. Для проведения процесса используют аппараты непрерывного действия с внешним или внутренним подводом тепла. В результате процесса образуются: полукокс (50—70 % от массы исходного топлива), первичная смола (5—25 %),  первичный газ, подсмольная вода.

## Коксование тяжёлых нефтяных остатков
Нефтяной кокс получают коксованием жидких нефтяных остатков и пеков, при крекинге и пиролизе продуктов перегонки нефти, электродный пековый кокс — коксованием высокоплавкого каменноугольного пека. Нефтяной и электродный пековый кокс являются основным сырьём для производства электродов. Нефтяной и электродный пековый кокс имеют по сравнению с каменноугольным очень низкую зольность, как правило, не выше 0,3 % (до 0,8 % у нефтяного кокса).
Коксование тяжёлых нефтяных остатков является разновидностью глубокого термического крекинга углеводородов с целью получения нефтяного кокса и газойлевых фракций. Осуществляется при 420—560 °C и давлениях до 0,65 МПа. Продолжительность процесса варьирует от десятков минут до десятков часов. Сырьём для процесса служат: тяжёлые фракции перегонки нефти, остатки деасфальтизации, термического и каталитического крекинга, пиролиза бензинов и газойлей.
Сущность процесса состоит в последовательном протекании реакций крекинга, дегидрирования, циклизации, ароматизации, поликонденсации и уплотнения с образованием сплошного «коксового пирога». Выделяющиеся летучие продукты подвергают ректификации для выделения целевых фракций и их стабилизации, кубовый остаток возвращают в процесс. Готовый кокс периодически выгружают, подвергают сушке и прокаливанию.
По аппаратурному оформлению различают: замедленное коксование в необогреваемых камерах (для получения малозольного кокса), обогреваемых кубах (для получения электродного и специальных видов кокса), коксование в «кипящем слое» порошкообразного кокса (так называемый «термоконтактный крекинг»). При сочетании последнего способа с газификацией кокса в процесс могут быть вовлечены кроме нефтяных остатков природные асфальты и битумы.